# Christian Varnhagen
Georg Christian August Varnhagen (* 21. Dezember 1775 in Korbach; † 22. Februar 1843 in Arolsen) war ein deutscher Verwaltungsjurist und Regierungschef in Waldeck-Pyrmont aus dem Adelsgeschlecht Varnhagen.

## Leben
Varnhagen besuchte ab 1784 das Gymnasium in Korbach und studierte ab 1793 in Göttingen, ab 1795 in Erlangen und seit 1796 in Jena Rechtswissenschaften und wurde am 23. November 1776 Akzessist beim Amt des Eisenbergs. 1797 legte er das Examen ab und wurde Advokat in Arolsen. Am 10. Januar 1801 wurde er Sekretär, am 22. März 1810 Justizrat bei der Regierung mit Sitz und Stimme im Kollegium. Am 28. Januar 1814 wurde er erster Beamter beim Oberjustizamt der Diemel in Arolsen, bevor er am 1. September 1814 als Justizrat in einer Kanzleiratsstelle an die Regierung in Arolsen zurückwechselte. 1829 erhielt er den Titel eines Regierungsrates, später eines Geheimen Regierungsrates.
1838 wurde er als Nachfolger von Burchard Christian von Spilcker Regierungs- und Konsistorialdirektor, also Regierungschef der Regierung von Waldeck-Pyrmont. 1843 schied er als Regierungschef aus und Ludwig Hagemann wurde sein Nachfolger.